# Бугаївка (Дубенський район)
Буга́ївка — село в Україні, у Радивилівській міській громаді Дубенського району Рівненської області. Населення становить 1104 особи.

## Географія
Село розташоване на лівому березі річки Слонівки.

## Історія
7 (20) листопада 1917 року, відповідно до Третього Універсалу Української Центральної Ради, увійшло до складу Української Народної Республіки.
12 червня 2020 року, відповідно до розпорядження Кабінету Міністрів України № 722-р від «Про визначення адміністративних центрів та затвердження територій територіальних громад Рівненської області», увійшло до складу Радивилівської міської громади Радивилівського району.
19 липня 2020 року, в результаті адміністративно-територіальної реформи та ліквідації Радивилівського району, село увійшло до складу Дубенського району.

## Населення

### Мова
Розподіл населення за рідною мовою за даними перепису 2001 року:
| Мова            | Кількість | Відсоток |
| --------------- | --------- | -------- |
| українська      | 1223      | 97.92%   |
| російська       | 24        | 1.92%    |
| білоруська      | 1         | 0.08%    |
| інші/не вказали | 1         | 0.08%    |
| Усього          | 1249      | 100%     |

## Уродженці села
- Петро Зварич — український військовик, шеф зв'язку УПА-Південь, лицар Срібного хреста заслуги УПА.
- Олена Владзімірська — доктор фармацевтичних наук (1965), професор (1968)[6] (1929 р.н.).